# Михайленко, Виктор Дмитриевич
Виктор Дмитриевич Михайленко (1935—2020) — советский военачальник, кандидат военных наук, генерал-лейтенант. Первый заместитель председателя Государственной технической комиссии СССР (1990—1992).

## Биография
Родился 5 сентября 1935 года в посёлке Зимовники Ростовской области.
В 1954 году призван в ряды РККА и направлен для обучения на минно-торпедный факультет Каспийского высшего военно-морского Краснознамённого училища имени С. М. Кирова. С 1958 по 1960 год служил на командных должностях в ВМФ СССР. С 1960 по 1962 год обучался в Ростовском высшем артиллерийском инженерном училище, которое окончил с отличием. 
С 1962 года служил в РВСН СССР на различных инженерно-командных должностях: начальник расчёта испытаний системы регулирования кажущейся скорости, начальник отделения испытаний командных приборов, заместитель начальника технической группы ракетного полка, офицер-инженер и начальник технической группы оперативного отделения штаба ракетной дивизии 8-го отдельного ракетного корпуса. 
С 1968 по 1970 год обучался на командном факультете Военной академии имени Ф. Э. Дзержинского. С 1970 по 1971 год — главный инженер и заместитель командира ракетного полка. С 1971 по 1972 год — заместитель командира 97-й ракетной бригады. С 1972 по 1973 год — командир 535-го ракетного полка. С 1973 по 1976 год — командир 36-й ракетной дивизии в составе 53-й ракетной армии, части дивизии были оснащены боевыми ракетными комплексами с жидкостной двухступенчатой МБР шахтного базирования «УР-100К». 
С 1976 по 1978 год обучался в Военной академии Генерального штаба Вооружённых Сил СССР. С 1978 по 1983 год — начальник штаба 53-й ракетной армии. С 1983 по 1984 год — начальник Центрального командного пункта и заместитель начальника Главного штаба РВСН СССР. С 1984 по 1986 год — начальник гарнизона закрытого военного городка Власиха, где находился Главный штаб РВСН СССР. С 1986 по 1990 год — первый заместитель начальника Главного управления радиоэлектронной борьбы и автоматизированных систем управления Генерального штаба Вооружённых сил СССР. С 1990 по 1992 год — первый заместитель председателя Государственной технической комиссии СССР.
С 1992 года в запасе.
Скончался 15 августа 2020 года в Одинцово.

## Высшие воинские звания
- Генерал-майор (13.02.1976)
- Генерал-лейтенант (25.04.1986)[6]

## Награды
- два ордена Красной Звезды
- Орден «За службу Родине в Вооружённых Силах СССР»[1]
- медаль «30 лет Халхин-Гольской Победы» (15.08.1969)
- медаль «Братство по оружию» (5.05.1990)